# Código ATC D
Secção da lista de códigos ATC.

## D: Medicamentos dermatológicos
| D01 | Antifúngicos para uso dermatológico                         |
|     | D01A - Antifúngicos para uso tópico                         |
|     | D01B - Antifúngicos para uso sistémico                      |
| D02 | Emolientes e protectores                                    |
|     | D02A - Emolientes e protectores                             |
|     | D02B - Protectores contra radiação UV                       |
| D03 | Preparados para tratamento de feridas e úlceras             |
| D04 | Antipririginosos, incluindo anti-histamínicos, anestésicos  |
|     | Ver artigo principal: Código ATC D04                        |
| D05 | Antipsoriáticos                                             |
|     | D05A - Antipsoriáticos para uso tópico                      |
|     | D05B - Antipsoriáticos para uso sistémico                   |
| D06 | Antibióticos e quimioterapêuticos para uso dermatológico    |
|     | D06A Antibióticos para uso tópico                           |
|     | D06B Quimioterapêuticos para uso tópico                     |
| D07 | Corticosteróides, preparados dermatológicos                 |
|     | D07A - Corticosteróides simples                             |
|     | D07B - Corticosteróides,associação com outros anti-sépticos |
|     | D07C - Corticosteróides, associação com antibióticos        |
|     | D07X - Corticosteróides, outras associações                 |
| D08 | Anti-sépticos e desinfectantes                              |
| D10 | Preparados antiacneicos                                     |
|     | D10A - Preparados antiacneicos para uso tópico              |
|     | D10B - Preparados antiacneicos para uso sistémico           |
| D11 | Outros preparados dermatológicos                            |